# Where in the World Is Osama Bin Laden?
Where in the World Is Osama Bin Laden? är en dokumentärfilm från 2008.  den är gjord av Morgan Spurlock, och fokuserar på hans sökande efter Usama bin Ladin, genom att fråga folk under det att han besöker ett flertal arabländer.
Filmtiteln är en ordlek med TV-serien och datorspelsserien Where in the World is Carmen Sandiego?, och andra titlar med "Where in the World is". Reklampostern imiterar postern till Indiana Jones-filmen Jakten på den försvunna skatten ("Indiana Jones and the Raiders of the Lost Ark").